# Жабинський Дмитро Іванович
Дмитро́ Іва́нович Жаби́нський (нар. 3 лютого 1920 — пом. 15 лютого 1945) — радянський військовий льотчик, командир ескадрильї 75-го гвардійського штурмового авіаційного Сталінградського полку 1-ї гвардійської штурмової авіаційної дивізії 8-ї повітряної армії 4-го Українського фронту. Герой Радянського Союзу (1944).

## Біографія
Дмитро Жабинський народився 3 лютого 1920 року в селі Рябці Чернігівського району в селянській родині. Українець. У 1934 родина переїхала до Чернігова. Батько працював на телефонній станції.
Отримав середню освіту (у 1939 у вечірній середній школі № 1 м. Чернігова), працював на телефонній станції.
В жовтні 1939 року призваний до лав Червоної Армії. Наступного року закінчив Вольське авіаційно-технічне училище за спеціальністю техніка літака.
З листопада 1940 — у 13-му окремому розвідувальному авіаполку молодшим техніком.
На фронтах Німецько-радянської війни від самого її початку 22 червня 1941 року.
Брав участь у бойових діях на Західному (з червня 1941), Північно-Західному (з листопада 1941), Сталінградському (з вересня 1942), Південному (з січня 1943) та 4-му Українському (з жовтня 1943) фронтах. 9 жовтня 1943 року був поранений.
З листопада 1942 — льотчик спочатку на По-2, а потім на Іл-2.
З 1943 року — член ВКП(б).
Станом на квітень 1944 року капітан Дмитро Жабинський здійснив 100 бойових вильотів, штурмуючи укріплення, переправи, аеродроми, військовову силу та техніку противника.
26 жовтня 1944 року за проявлені мужність, доблесть і героїзм в боях за звільнення Криму гвардії капітан Жабинський Дмитро Іванович був удостоєнний звання Героя Радянського Союзу.
Отримав звання майора, брав участь у боях у Східній Пруссії, був штурманом 75-го гвардійського штурмового авіаційного полку.
15 лютого 1945 під час штурму ворожого аеродрому біля міста Хайлігенбайль (нині — місто Мамоново Калінінградської області Росії) зенітним вогнем противника літак Жабинського було підбито. Льотчик направив свій палаючий штурмовик на ворожі літаки на аеродромі і загинув, повторивши подвиг Гастелло.
Похований в братській могилі в Мамоново.

## Нагороди
- Звання Героя Радянського Союзу та орден Леніна (26 жовтня 1944),
- Три ордени Червоного Прапора (10 вересня 1943, 24 грудня 1943 та 14 січня 1944),
- Орден Олександра Невського (3 липня 1944),
- Два ордени Вітчизняної війни І ступеня (7 жовтня 1944, 19 березня 1945 (посмертно)),
- Орден Червоної Зірки (27 грудня 1941),
- Медалі (в тому числі «За оборону Сталінграда»[3]).

## Пам'ять

Кенотаф в Чернігові

- В честь Жабинського названо:
  - Вулиці в місті Чернігові, Мамоново та селі Рябці Чернігівського району,
  - Траулер Міністерства рибного господарства СРСР,
- В меморіальному комплексі на братській могилі в Мамоново встановлена меморіальна плита,
- На старому цвинтарі в Чернігові встановлений кенотаф,
- У селі Ковпита Чернігівського району на місцевій Алеї Героїв встановлено пам'ятний стенд,
- У Вольські на території Вольського вищого військового училища тилу встановлена пам'ятна табличка.